# جان هاپفیلد
جان هاپفیلد (انگلیسی: John Hopfield؛ زاده ۱۵ ژوئیهٔ ۱۹۳۳) دانشمند آمریکایی و استاد بازنشسته دانشگاه پرینستون است که بیشتر به دلیل مطالعاتش در مورد شبکه عصبی در سال ۱۹۸۲ شناخته شده است. او همچنین برای توسعه شبکه هاپفیلد شناخته شده است. جان هاپفیلد همراه با جفری هینتون در سال ۲۰۲۴ جایزه نوبل فیزیک را برای تحقیقات خود در زمینه اکتشافات و اختراعاتی که یادگیری ماشینی با شبکه‌های عصبی مصنوعی را امکان‌پذیر می‌کند، دریافت کردند. شبکه عصبی مصنوعی یک ساختار ریاضی است که مطابق مغز انسان شبیه‌سازی شده، مغز انسان دارای شبکه‌ای از سلول یا نرون‌هایی است که با ارسال سیگنال‌هایی به یکدیگر واکنش نشان می‌دهند، مانند محرک‌هایی که چشم انسان دیده یا گوشش می‌شنود و به مغز ارسال می‌کند، شبکه‌های عصبی مصنوعی تقریباً این فرایند را با محاسبات ساده تقلید می‌کنند و با جایگزین شدن داده‌های آموزشی باعث می‌شوند شبکه در طول زمان یاد بگیرد که به یادگیری ماشینی موسوم است. هاپفیلد جوایز مختلف فیزیک را برای کارهایش در زمینه‌های چند رشته‌ای از جمله فیزیک ماده چگال، فیزیک آماری و بیوفیزیک دریافت کرده است.

## زندگی
جان جوزف هاپفیلد در سال ۱۹۳۳ در شیکاگو زاده شد. پدر و مادر او فیزیکدانان جان جوزف هاپفیلد و هلن هاپفیلد هستند. او مدرک بی‌ای خود را از کالج سوارثمور در سال ۱۹۵۴، و در فیزیک ماده چگال از دانشگاه کرنل در سال ۱۹۵۸ (با نظارت آلبرت اوورهاوزر) مدرک دکتری دریافت کرد. او دو سال را در گروه تئوری آزمایشگاه‌های بل گذراند و روی ساختار هموگلوبین کار کرد و سپس عضو هیئت علمی دانشگاه کالیفرنیا، برکلی (فیزیک)، دانشگاه پرینستون (فیزیک)، موسسه فناوری کالیفرنیا شد. استاد راهنمای او آلبرت اورهوسر بود.

## جایزه نوبل
او به‌طور مشترک با جفری ای. هینتون جایزه نوبل فیزیک ۲۰۲۴ را برای «به خاطر اکتشافات و اختراعات بنیادین که امکان یادگیری ماشینی با شبکه‌های عصبی مصنوعی را می‌دهد.» دریافت کرد.